# Idiosynkrazja
Idiosynkrazja (gr. ιδιοσυνκρασία, idiosinkrasia, idios „jego własny” i syn-krasis „mieszanina”) – nadwrażliwość organizmu (uczulenie, alergia) na pewne substancje. Przenośnie – "alergia", niechęć, antypatia, wrogość, odraza do kogoś lub czegoś.
Także:
- cecha danej osoby lub grupy wyróżniająca ją spośród innych ludzi[4] lub cecha wyróżniająca spośród obiektów tego samego rodzaju[5]
- wyjątek językowy niedający przypisać się do żadnej reguły.[6]

Określenie to może się również odnosić do symboli. Symbol idiosynkratyczny dla różnych osób może mieć zupełnie różne znaczenie. Np. ostrze dla jednego może symbolizować wojnę, ale dla kogoś innego – chirurgię.

## Medycyna
Idiosynkrazja mówi o osobniczo zmiennej reakcji na działanie różnych czynników chemicznych, fizycznych i mechanicznych. Odczyn idiosynkratyczny (anafilaktoidalny) występuje np. w reakcji na środki cieniujące stosowane w badaniach obrazowych jako nagła reakcja organizmu, która nie zależy od dawki preparatu. Najczęściej jest to reakcja skórna, jak pokrzywka i świąd. Może jednak wystąpić skurcz oskrzeli, obrzęk krtani lub wstrząs (anafilaktoidalny). Częstość występowania jest większa u osób uczulonych na inne preparaty farmakologiczne.

### Choroba
Idiosynkrazja określała sposób w jaki lekarze rozumieli choroby w XIX wieku. Każdą chorobę widzieli jako jedyny w swoim rodzaju stan związany z każdym pacjentem. To pojmowanie zaczęło się zmieniać w latach 70. XIX wieku, kiedy to odkrycia europejskich badaczy umożliwiły nastanie „medycyny naukowej”, prekursora medycyny opartej na dowodach, która jest dzisiejszym standardem praktyki.

### Farmakologia
We współczesnej medycynie terminem idiosynkrazji określa się stan zwiększonej odczynowości organizmu na określony związek chemiczny. Ta odmienna ilościowo reakcja na lek, związana z osobniczą wrażliwością, wynika z nieprawidłowości przemian biochemicznych leku w organizmie. Stan ten, uwarunkowany genetycznie lub nabyty, różni się zasadniczo od objawów uczuleniowych, przy których dochodzi do reakcji antygen-przeciwciało.
U innych osób reakcja byłaby inna lub by nie wystąpiła.
Najczęściej jest powodowana przez enzymopatię, odziedziczoną lub nabytą, przez co wywołująca ją substancja nie może zostać poprawnie metabolizowana i powoduje liczne objawy przez kumulowanie lub zablokowanie metabolizmu innych (często toksycznych) substancji. Reakcja idiosynkratyczna wywołująca objawy podobne do alergii jest nazywana reakcją pseudoanafilaktyczną.
Przykładami występowania idiosynkrazji są:
- reakcja anafilaktoidalna po podaniu kontrastu rentgenowskiego,
- spadek ciśnienia tętniczego krwi i wystąpienie skurczu oskrzeli spowodowany iniekcją tubokuraryny,
- astma aspirynowa („idiosynkrazja aspirynowa”) po zażyciu leków przeciwbólowych hamujących syntezę prostaglandyn.

### Psychiatria
W psychiatrii ten termin oznacza specyficzny i jedyny w swoim rodzaju stan umysłowy pacjenta, często zastępowany neologizmami.

## Psychologia
W psychoanalizie i behawioryzmie idiosynkrazja jest używana jako określenie indywidualnego sposobu spostrzegania, doświadczania i reagowania na zwyczajną sytuację przez jednostkę (danie z mięsa może wywołać nostalgiczne wspomnienia u jednej osoby, a u drugiej niesmak). Te reakcje nazywane są idiosynkratycznymi.

## Ekonomia
Ryzyko idiosynkratyczne jest to ryzyko zmian cen, które dotyczy tylko szczególnych okoliczności związanych z niektórymi papierami wartościowymi. Idiosynkratyczne ryzyko więc nie jest związane z ryzykiem na całym rynku. Jest ono specyficzne dla danej firmy i może być wyeliminowane dywersyfikacją zgodnie z teorią portfolio.
W ekonometrii błąd idiosynkratyczny oznacza błąd panelowych danych, które cały czas zmieniają się w czasie i dla opisywanych jednostek, firm, miast etc.